# دياندر لافي
دياندر لافي (بالإنجليزية: DeAndre Levy)‏ هو لاعب كرة قدم أمريكية أمريكي، ولد في 26 مارس 1987 في ميلواكي في الولايات المتحدة.

## وصلات خارجية
- دياندر لافي على موقع مرجع كرة القدم المحترفة.كوم (الإنجليزية)